# پرچم گویان فرانسه
پرچم گویان فرانسه در ۱۵ فوریه ۱۷۹۴ پذیرفته شد.